# Der Wolf im Schafspelz (Raumschiff Enterprise)
Der Wolf im Schafspelz (Originaltitel: Wolf in the Fold) ist die nach Ausstrahlungsreihenfolge 14. und nach Produktionsreihenfolge 7. Episode der zweiten Staffel der Science-Fiction-Fernsehserie Raumschiff Enterprise. Sie wurde in englischer Sprache erstmals am 22. Dezember 1967 bei NBC ausgestrahlt. In Deutschland war sie zum ersten Mal am 8. Februar 1988 in einer synchronisierten Fassung bei Sat.1 zu sehen, nachdem das ZDF sie bei der deutschen Erstausstrahlung der Serie in den Jahren 1972 bis 1974 übergangen hatte.

## Handlung
Im Jahr 2267 bei Sternzeit 3614.9 befindet sich die Enterprise im Orbit um Argelius II, wo sich Chefingenieur Scott nach einem Unfall erholen soll. Gemeinsam mit Captain Kirk und Schiffsarzt McCoy besucht er ein Lokal, wo er großen Gefallen an der Tänzerin Kara findet. Die beiden kommen sich schnell näher und unternehmen schließlich einen Spaziergang. Als später auch Kirk und McCoy das Lokal verlassen, hören sie einen Schrei. In einer Gasse finden sie die tote Kara. Neben ihr steht Scott – mit einem blutigen Messer in der Hand.
Der vom Planeten Rigel IV stammende Verwalter Hengist übernimmt die Ermittlungen. Für ihn steht die Schuld von Scott fest, da auf der Tatwaffe keine weiteren Fingerabdrücke gefunden wurden. Scott beteuert jedoch, keinerlei Erinnerungen an den Tatzeitpunkt zu haben. Der argelianische Präfekt Jaris lädt alle Beteiligten in sein Haus ein, wo seine Frau Sybo eine Zeremonie abhalten soll, die der Wahrheitsfindung dient. Zusätzlich beamt Lieutenant Karen Tracy von der Enterprise herunter, um mit einem Psychotricorder Scotts Gedächtnis zu scannen. Nachdem Sybo ihre Vorbereitungen getroffen hat, bittet sie um die Tatwaffe, denn sie ist in der Lage, psychische Eindrücke von ihr zu erfühlen. Das Messer ist jedoch verschwunden und aus dem Nebenraum ertönt ein Schrei. Kirk und McCoy finden Lieutenant Tracy tot vor. Neben ihr liegt der ohnmächtige Scott – wieder mit dem Messer in der Hand.
Erneut beteuert Scott, sich an nichts zu erinnern. Währenddessen bringt Hengist zwei weitere Männer in Jaris’ Haus, die beide im Lokal waren, bevor Kara ermordet wurde. Der ältere heißt Tark. Er ist Musiker und war Karas Vater. Der jüngere heißt Morla und war ihr Verlobter. Morla war ihr gegenüber häufig eifersüchtig, auch in der Mordnacht, doch er beteuert, sie nicht ermordet zu haben. Schließlich erklärt Sybo, dass die Zeremonie beginnen kann. Es kommt zu einer Art Séance, bei der sich alle Anwesenden im Kreis hinsetzen und an den Händen fassen. Sybo spürt die Anwesenheit eines Wesens voller Zorn, Hass und Angst. Seine Namen sind „Beratis, Kesla, Redjac“. Plötzlich erlöschen alle Lichter und wieder ertönt ein Schrei. Als die Lichter wieder angehen, ist Sybo tot. In ihrem Rücken steckt das Messer und Scott steht hinter ihr.
Kirk schlägt vor, die Ermittlungen auf der Enterprise fortzusetzen, denn dort habe man Mittel, mit denen man auf Scotts Gedächtnis und auch sein Unterbewusstsein zugreifen könne. Jaris ist einverstanden. Auf dem Schiff setzt sich Scott in einen Stuhl, in den eine Art Lügendetektor integriert ist. Er schildert nun seine Erinnerungen an den letzten Mord: Als die Lichter ausgingen, wurde der Kreis unterbrochen. Als Sybo schrie, wollte er ihr helfen, doch etwas war ihm im Weg, etwas Kaltes, das er nur schwer beschreiben kann. Seine Beteuerungen, an keinem der drei Morde schuld zu sein, werden vom Computer als wahr eingestuft. Hengist überzeugt das jedoch nicht. Auch Morlas Aussagen werden vom Lügendetektor bestätigt. Kirk und sein erster Offizier Spock wollen nun etwas anderes versuchen und befragen den Computer nach den von Sybo genannten Namen. Dieser identifiziert „Redjac“ als eine Variante von „Red Jack“, einer anderen Bezeichnung für den Londoner Frauenmörder Jack the Ripper. Plötzlich steht die Möglichkeit im Raum, dass ein Jahrhunderte altes Wesen für die Morde verantwortlich ist. Kirk, Spock und McCoy entwickeln die Theorie, dass sich dieses Wesen von Angst ernähren könnte, denn von anderen Planeten sind Lebewesen bekannt, die von Emotionen leben. Der Computer berechnet, dass ein solches Wesen körperlos sein müsse, aber zeitweilig körperliche Form annehmen könne. Hengist findet diese Spekulationen lächerlich, doch Kirk lässt den Computer weiter recherchieren. Dabei stößt er auf mehrere weitere unaufgeklärte Mordserien an Frauen, die erstochen wurden. Die Morde fanden auf der Erde und nach Beginn des Raumfahrtzeitalters auch auf menschlichen Kolonien statt. „Kesla“ entpuppt sich als Bezeichnung für einen Serienmörder auf Deneb II und „Beratis“ war für eine Mordserie auf Rigel IV verantwortlich, die erst ein Jahr zurückliegt.
Diese letzte Erkenntnis macht nun plötzlich Hengist zum Verdächtigen, denn er stammt von Rigel IV. Der streitet alles ab, doch als der Computer auch die Tatwaffe als ein Messer von Rigel IV identifiziert, versucht er zu fliehen. Als Kirk ihn aufhält, fällt Hengist tot zu Boden. Die Lichter beginnen zu flackern und aus dem Bordfunk ertönt mehrmals der Name „Redjac“. Das Wesen hat Hengists Körper verlassen und jetzt den Schiffscomputer übernommen. Da sich die Theorie, dass das Wesen von Angst lebt, nun bestätigt hat, verabreicht McCoy unverzüglich der gesamten Besatzung ein Beruhigungsmittel, das Heiterkeit verursacht. Gleichzeitig lässt Spock den Schiffscomputer die Zahl Pi bis auf die letzte Nachkommastelle berechnen, um ihn so zu überlasten und Redjac aus ihm zu vertreiben. Redjac ergreift kurz von Jaris Besitz und fährt dann wieder in den toten Hengist ein. Spock verabreicht auch ihm ein Beruhigungsmittel und er verliert das Bewusstsein. Redjac ist nun in dem bewusstlosen Körper gefangen und Kirk lässt ihn umgehend ins Weltall beamen, wo seine Atome sich verteilen sollen.

## Verbindungen zu anderen Star-Trek-Produktionen
Die Gerichtsverhandlung auf der Enterprise ist mit einer Laufzeit von 15 Minuten und 30 Sekunden die längste ununterbrochene Szene der gesamten Serie.
Einige Elemente aus dieser Folge wurden in späteren Star-Trek-Produktionen wieder aufgegriffen:
- In Folge 6.04 (Besuch von der alten Enterprise) von Raumschiff Enterprise – Das nächste Jahrhundert aus dem Jahr 1992 erzählt Scott von den Ereignissen aus Der Wolf im Schafspelz.
- Der Planet Argelius II und sein Sternensystem werden in mehreren Folgen von Raumschiff Enterprise – Das nächste Jahrhundert, Star Trek: Picard und Star Trek: Strange New Worlds erwähnt bzw. auf Sternenkarten gezeigt.

## Produktion

### Drehbuch
Der Wolf im Schafspelz ist die letzte von drei Raumschiff-Enterprise-Folgen, für die Robert Bloch das Drehbuch schrieb. Sie basiert zum Teil auf seiner Kurzgeschichte Yours Truly, Jack The Ripper. Die Séance in Jaris’ Haus ist direkt aus der Geschichte übernommen. Yours Truly, Jack The Ripper wurde bereits 1961 als eine Folge der Fernsehserie Thriller verfilmt.

### Darsteller
Charles Macaulay, Darsteller von Jaris, spielte auch Landru in der Folge Landru und die Ewigkeit.

### Kostüme
Viele Kostüme wurden aus älteren Folgen wiederverwendet. So sind etwa Statisten in den alten Varianten der Sternenflottenuniformen aus Der Käfig und Die Spitze des Eisberges zu sehen. Auch eine Kadetten-Uniform aus Landeurlaub und weitere Kostüme aus Notlandung auf Galileo 7 und Horta rettet ihre Kinder wurden wiederverwendet.

## Adaptionen
James Blish schrieb eine Textfassung von Der Wolf im Schafspelz, die auf Englisch erstmals 1972 in der Geschichtensammlung Star Trek 8 erschien. Die deutsche Übersetzung erschien 1973.

## Rezeption
Charlie Jane Anders führte Der Wolf im Schafspelz 2014 auf gizmodo.com in einer Liste der 100 besten bis dahin ausgestrahlten Star-Trek-Folgen auf Platz 76.
Die Website Heroes & Icons führte Der Wolf im Schafspelz 2017 als eine der gruseligsten Episoden von Star Trek.
Juliette Harrisson führte Der Wolf im Schafspelz 2020 auf der Website Den of Geek in einer Liste der gruseligsten Star-Trek-Episoden auf Platz 5.
Jake Dee führte Der Wolf im Schafspelz 2021 auf screenrant.com in einer Liste der gruseligsten Star-Trek-Episoden auf Platz 6.
Christian Blauvelt listete Der Wolf im Schafspelz 2022 auf hollywood.com in einem Ranking aller 79 Raumschiff-Enterprise-Folgen auf Platz 76.

## Parodien und Anspielungen
Folge 2.04 (With Affection, Jack the Ripper) der Serie The Sixth Sense von 1972 erzählt eine ähnliche Geschichte.
Im Film The Ripper von 1985 wird diese Folge erwähnt.
In Folge 5.11 (Der Ripper) der Serie Outer Limits – Die unbekannte Dimension von 1999 werden die Morde von Jack the Ripper ebenfalls mit einem außerirdischen Wesen in Verbindung gebracht. Hier nistet sich das Wesen allerdings in den Opfern ein und nicht im Mörder.
In Folge 1.07 (Hi Bob) der Science-Fiction-Serie For All Mankind von 2019 erzählt Danielle Poole, dass John Fiedler Mr. Hengist in Der Wolf im Schafspelz gespielt hat.